# Lophopterys splendens
Lophopterys splendens är en tvåhjärtbladig växtart som beskrevs av Adrien Henri Laurent de Jussieu. Lophopterys splendens ingår i släktet Lophopterys och familjen Malpighiaceae. Inga underarter finns listade i Catalogue of Life.